# Yên Mỹ (xã)
Yên Mỹ là một xã thuộc tỉnh Hưng Yên, Việt Nam.

## Địa lý
Xã Yên Mỹ nằm ở vị trí phía bắc tỉnh Hưng Yên, có vị trí địa lý:
- Phía bắc giáp xã Nguyễn Văn Linh.
- Phía đông giáp phường Đường Hào và xã Phạm Ngũ Lão.
- Phía nam giáp xã Việt Tiến và xã Xuân Trúc.
- Phía tây giáp xã Việt Yên.

Xã Yên Mỹ có quốc lộ 39A chạy qua và có sông Bắc Hưng Hải chảy qua.

## Kinh tế
Xã Yên Mỹ là nơi buôn bán và trung chuyển lớn của các mặt hàng nông sản của huyện, đặc biệt là gạo. Ngoài ra nơi đây còn là nơi phát triển của nhiều nghề truyền thống khác như làm giò...Hiện nay việc buôn bán của các tiểu thường các mặt hàng nhu yếu phẩm phát triển mạnh.
Yên Mỹ còn là nơi hoạt động của các công ty trong khu công nghiệp Phố Nối B.

## Lịch sử
Ngày 16 tháng 6 năm 2025, Ủy ban Thường vụ Quốc hội ban hành Nghị quyết số 1666/NQ-UBTVQH15 về việc sắp xếp các đơn vị hành chính cấp xã của tỉnh Hưng Yên năm 2025. Theo đó, sắp xếp toàn bộ diện tích tự nhiên, quy mô dân số của thị trấn Yên Mỹ và các xã Tân Lập (huyện Yên Mỹ), Trung Hòa, Tân Minh thành xã mới có tên gọi là xã Yên Mỹ.